# KV1
KV1 (King’s Valley 1) ist das Grabmal von Pharao Ramses VII. aus der 20. Dynastie und eines der am längsten bekannten Gräber im Tal der Könige. Es ist bereits seit der Antike zugänglich und wurde zuletzt 1983 und 1984 vom amerikanischen Ägyptologen Edwin Brock untersucht und gesäubert. Es besteht nur aus einem einzigen Korridor und ist eines der kleinsten Königsgräber der Dynastie.

## Aufbau
KV1 ist entlang einer geraden Achse ausgerichtet, was für diese Epoche sehr typisch ist. Sämtliche Gräber, die nach der Zeit von Ramses III. entstanden, sind ähnlich aufgebaut und weisen ein vergleichbares Bildprogramm auf. Das Grab besteht aus vier Hauptteilen: dem Eingang, einem Korridor, der Grabkammer mit dem Sarkophag und einen abschließenden kleineren Raum am Ende.
Ramses VII. starb bereits in seinem siebten Regierungsjahr, so dass nur wenig Zeit für den Bau des Grabes blieb. Einige Anhaltspunkte deuten darauf hin, dass ursprünglich ein viel größeres Grab mit einem zweiten Korridor geplant war. Die Arbeiten wurden dann aber frühzeitig abgebrochen und der begonnene Korridor zur Grabkammer umfunktioniert.
Die Wände des ersten Korridors sind mit Darstellungen vom Pfortenbuch, vom Höhlenbuch sowie vom Buch der Erde dekoriert, von dem sich auch Auszüge in der Grabkammer befinden. Vom Stil und Themenprogramm her lehnt es sich stark an KV9, dem Bestattungsort von Ramses VII.’ Vorgänger Ramses VI. an. Eine Ausnahme bildet die Decke der Grabkammer mit einer zweifachen Darstellung der Himmelsgöttin Nut, die sich vom Stil her an Königsgräbern der vorhergehenden Dynastie orientiert.
Innerhalb der Grabkammer befindet sich im Felsboden eine Vertiefung, die von einem umgedrehten Sarkophagkasten abgedeckt wird. Es handelt sich hierbei um das letzte bekannte Beispiel für einen im Königsgrab platzierten Sarkophag. Alle nachfolgenden Bestattungen enthielten tiefere Gruben, die mit einem Deckel verschlossen wurden. Das Grab wurde bereits in der Antike geplündert und auch die Königsmumie scheint verloren zu sein. Vier Fayencebecher mit dem Namen von Ramses VII., die in der Nähe der Cachette von Deir el-Bahari gefunden wurden, deuten auf eine mögliche Deponierung hin.

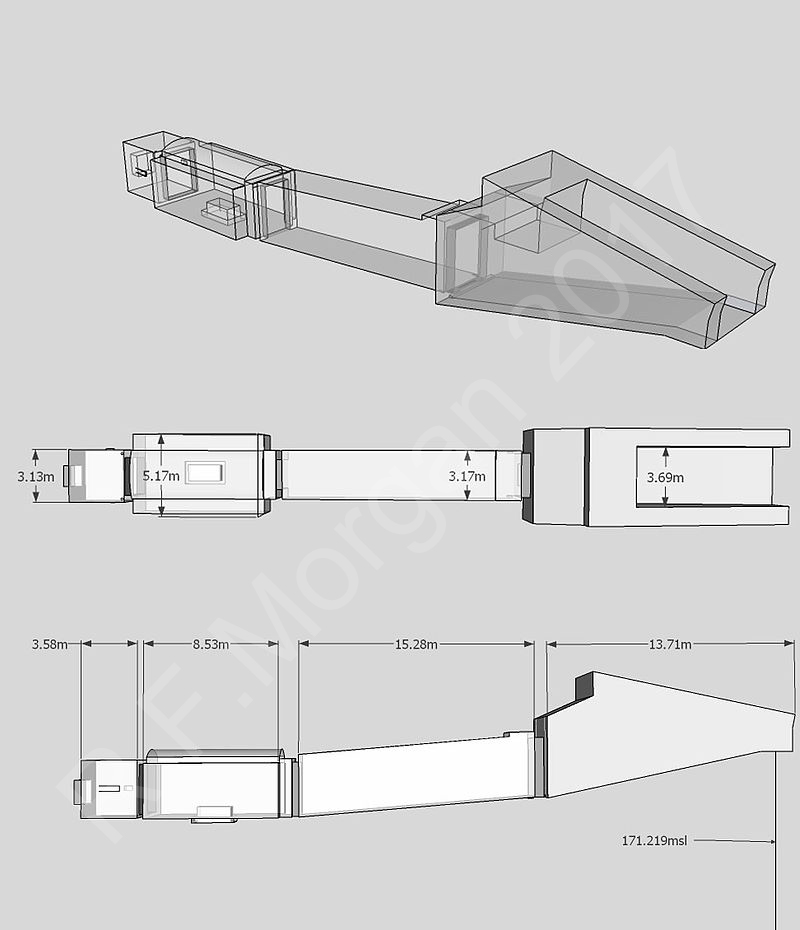
Isometrische Ansicht sowie Grund- und Aufriss von KV1
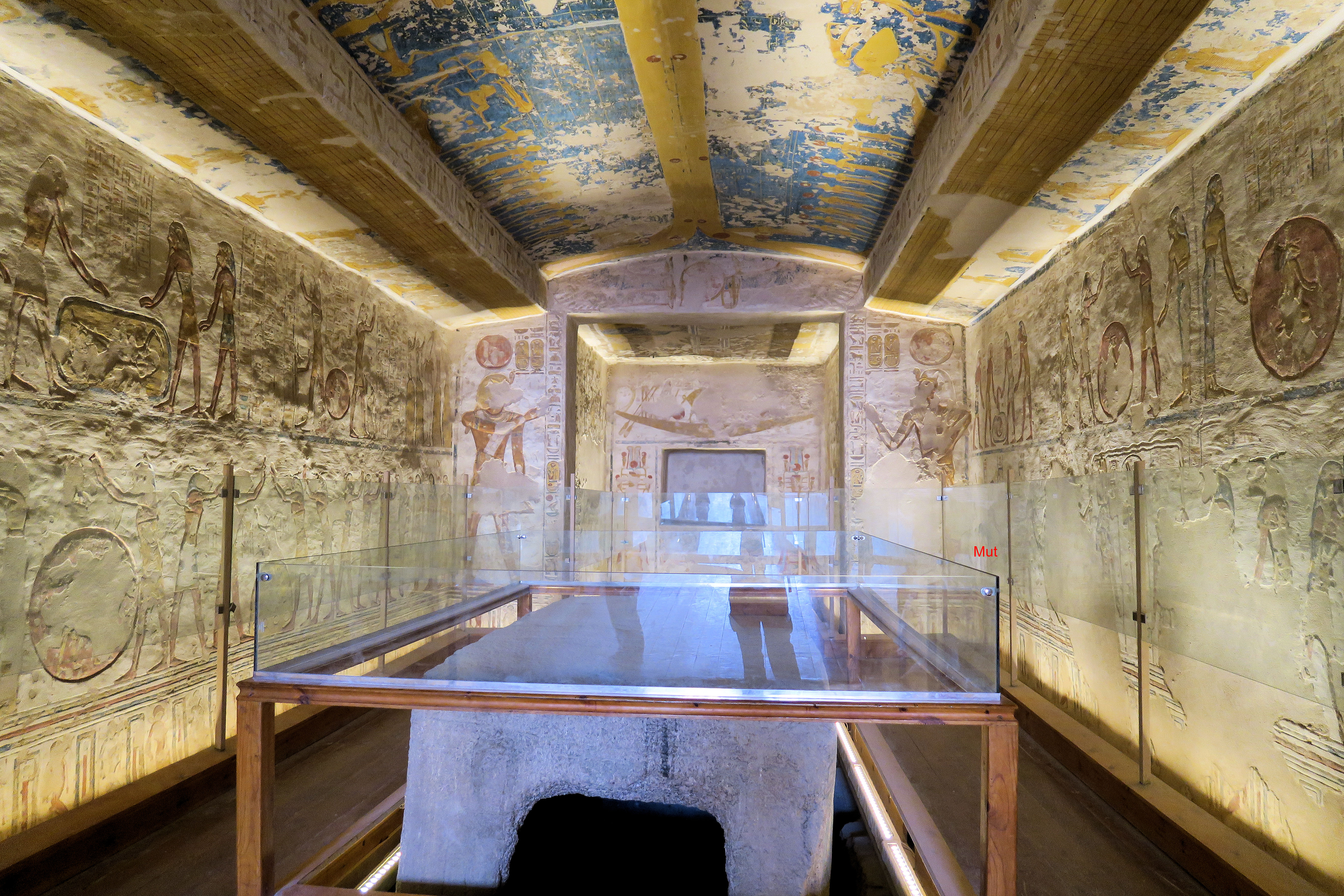
Sarkophag, Astronomische Decke und Wandreliefs in KV1
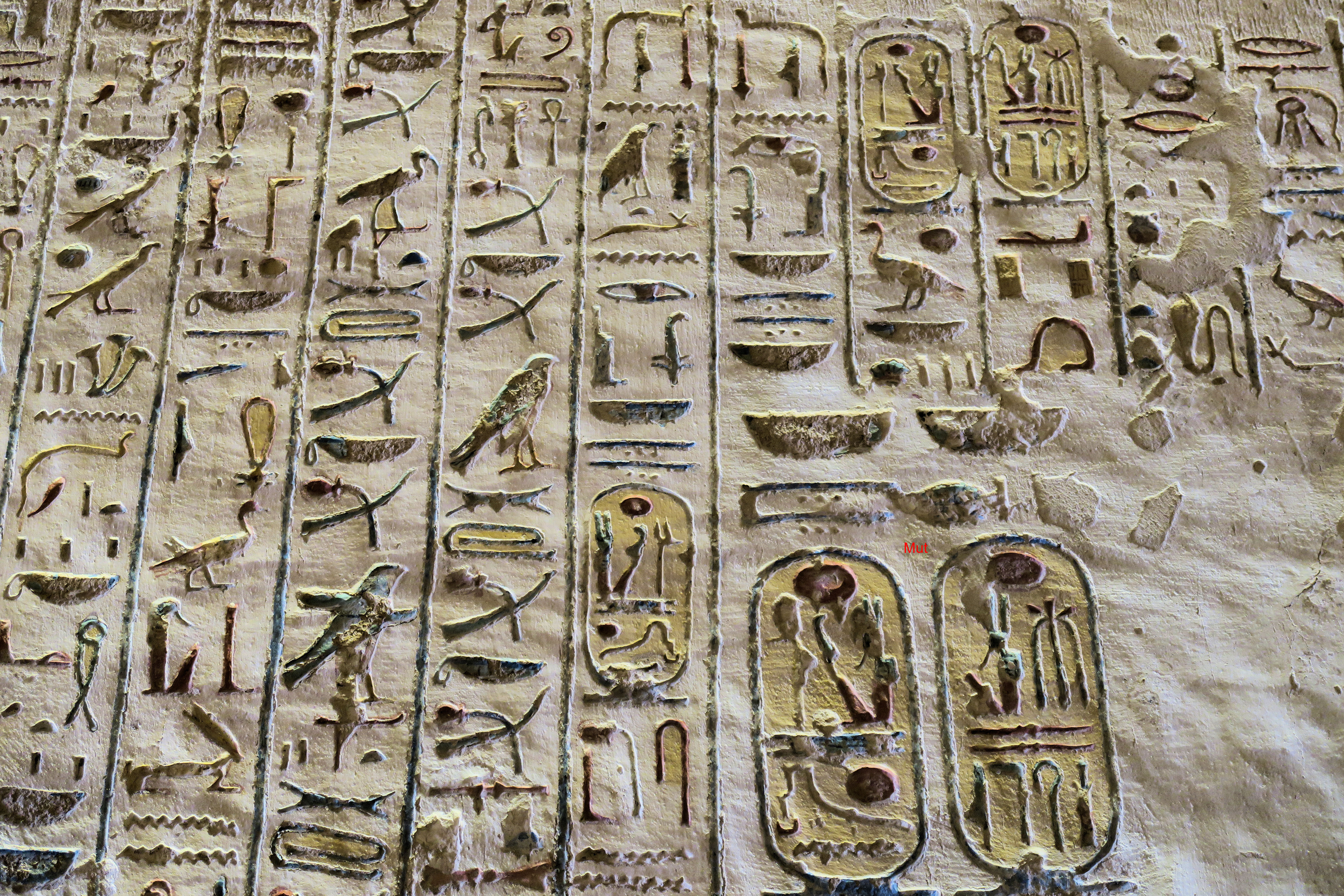
Wandreliefs mit Inschriften über Ramses VII. in seinem Grab KV1
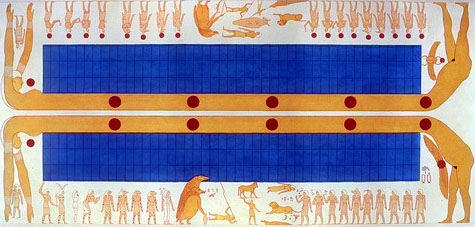
Publizierte Rekonstruktion der astronomische Decke mit zweifacher Darstellung der Himmelsgöttin Nut in KV1

## Besucher in der Antike und frühe Reisende
Das Grab zählt zu mindestens elf Gräbern, die bereits für Besucher in der Antike offen standen. In KV1 wurden insgesamt 132 griechische und römische Graffiti gezählt, darunter befindet sich auch das früheste datierbare Graffito im Tal der Könige aus dem Jahr 278 v. Chr. Später diente das Grab als Wohnhöhle für koptische Mönche.
Die Bezeichnung von KV1 geht auf Mitglieder der französischen Ägyptenexpedition zurück, die das Grab in der Description de l’Égypte als 1er Tombeau („1. Grab“) auflisten. Allerdings bezeichnete Richard Pococke, einer der frühesten europäischen Besucher im Königsgräbertal, es in seinem 1743 veröffentlichen Observations of Egypt bereits als „Grab A“.

## Neue archäologische Forschung
Eine erste nicht dokumentierte Säuberung erfolgte in den späten 1950er Jahren. 1983 führte Edwin Brock im Auftrag vom Royal Ontario Museum eine gründliche Freilegung des Grabkammerbodens durch, der zehn Jahre später Grabungen am Eingang folgten. 1994 unternahm die ägyptische Altertümerverwaltung eine Säuberung und Reparatur der Wände, die durch größere Risse in Mitleidenschaft gezogen wurden. Dabei wurden allerdings auch antike Graffiti übergipst.
Von der ursprünglichen Grabausstattung konnten einige Uschebtireste aus Holz, Calcit und Fayence sowie Tonamphorenfragmente geborgen werden. Die Grabarbeiter ließen darüber hinaus einige Kalksteintäfelchen mit Künstlerskizzen zurück. In dem Schutt einer früheren Grabung fand Brock unter anderem Korbfragmente, eine Blumengirlande sowie Amphorenfragmente mit einem fünfzeiligen hieroglyphischen Text.